# Verbascum spinosum
Verbascum spinosum är en flenörtsväxtart som beskrevs av Carl von Linné. Verbascum spinosum ingår i släktet kungsljus, och familjen flenörtsväxter. Inga underarter finns listade i Catalogue of Life.